# Бельгійські сполучені штати
Бельгійські сполучені штати (нід. Verenigde Nederlandse Staten або Verenigde Belgische Staten, фр. États-Belgiques-Unis, лат. Foederatum Belgium) — держава, яка виникла в результаті революції брабантів. Країна виникла 11 січня 1790 року на території Австрійських Нідерландів і проіснувала до грудня того ж року.

## Причина
Основною причиною виникнення Бельгійської конфедерації було те, що імператор Йосиф ІІ намагався централізувати владу в Австрійських Нідерландах .

## Брабантське повстання
Цим були незадоволені самі бельгійці, а насамперед опозиційні сили: статисти, лідером яких був Гендрік ван дер Нот і менш консервативні вонкісти. В результаті спалахнуло повстання брабантів, під час якого 18 грудня 1789 року бельгійські повстанці захопили Брюссель. 11 грудня 1790 року на території Бельгії було проголошено Бельгійські сполучені штати. Головою конфедерації став Ван дер Нот.

## Бельгійські сполучені штати
Однак вже у 24 листопада того ж року австрійцям вдалося відновити панування над Бельгією

## Джерело
- Сполучені штати Бельгії [Архівовано 21 грудня 2014 у Wayback Machine.](рос.)